# 台北電腦應用展覽會
台北電腦應用展（英語：TaipeI Computer Application Show，TICA）是一項由中華民國對外貿易發展協會與台北市電腦公會聯手合辦的電腦展覽，1991年8月13日自台北國際電腦展的內銷展區中獨立出來首辦，目前是台灣最具盛名的內銷電腦展覽，規模僅次於資訊月台北展區。
因同性質展覽頻繁之故，加上其他展覽單位的競爭，這項展覽於2017年起由兩主辦單位正式宣布停止辦理，其地位改由年末的資訊月與夏季的春季電腦展取代。